# Campionati del mondo di atletica leggera indoor 2024 - Staffetta 4×400 metri femminile
La gara della staffetta 4×400 metri femminile dei campionati del mondo di atletica leggera indoor 2024 si è svolta il 3 marzo.

## Podio
| Pos.    | Atleti                                                                                          | Nazionalità   | Tempo   |
| ------- | ----------------------------------------------------------------------------------------------- | ------------- | ------- |
| Oro     | Lieke Klaver Cathelijn Peeters Lisanne de Witte Femke Bol Myrte van der Schoot Eveline Saalberg | Paesi Bassi   | 3'25"07 |
| Argento | Quanera Hayes Talitha Diggs Bailey Lear Alexis Holmes Jessica Wright Na'Asha Robinson           | Stati Uniti   | 3'25"34 |
| Bronzo  | Laviai Nielsen Lina Nielsen Ama Pipi Jessie Knight Hannah Kelly                                 | Gran Bretagna | 3'26"36 |

## Situazione pre-gara

### Record
Prima di questa competizione, il record del mondo indoor e il record dei campionati erano i seguenti.
| Record                | Prestazione | Nazione                                          | Data e luogo                         | Competizione                        |
| --------------------- | ----------- | ------------------------------------------------ | ------------------------------------ | ----------------------------------- |
| Record mondiale       | 3'23"37     | Russia Guščina, Kotljarova, Zajceva, Krasnomovec | 28 gennaio 2006 Glasgow, Regno Unito | Glasgow Norwich Union International |
| Record dei campionati | 3'23"85     | Stati Uniti Hayes, Moline, Wimbley, Okolo        | 4 marzo 2018 Birmingham, Regno Unito | Campionati del mondo indoor 2018    |

### Campionesse in carica
Le campionesse in carica a livello mondiale erano:
| Campione        | Atleta                                           | Prestazione | Data e luogo                      | Competizione                     |
| --------------- | ------------------------------------------------ | ----------- | --------------------------------- | -------------------------------- |
| Olimpiche       | Stati Uniti McLaughlin, Felix, Muhammad, Mu      | 3'16"85(o)  | 7 agosto 2021 Tokyo, Giappone     | Giochi della XXXII Olimpiade     |
| Mondiale        | Paesi Bassi Saalberg, Klaver, Peeters, Bol       | 3'20"72(o)  | 27 agosto 2023 Budapest, Ungheria | Campionati del mondo 2023        |
| Mondiale indoor | Giamaica Bromfield, Russell, McGregor, McPherson | 3'28"40     | 20 marzo 2022 Belgrado, Serbia    | Campionati del mondo indoor 2022 |

### La stagione
Prima di questa gara, le atlete con le migliori tre prestazioni dell'anno erano:
| Pos. | Atleta                                                    | Prestazione | Data e luogo                               |
| ---- | --------------------------------------------------------- | ----------- | ------------------------------------------ |
| 1    | Arkansas Effiong, Anning, Pryce, Jallow Stati Uniti       | 3'25"59     | 27 gennaio 2024 Fayetteville, Stati Uniti  |
| 2    | South Carolina Akins, Registre, Jamison, Ford Stati Uniti | 3'26"05     | 24 febbraio 2022 Fayetteville, Stati Uniti |
| 3    | Arkansas Reid, Glenn, Jallow, Brown Stati Uniti           | 3'02"78     | 24 febbraio 2024 Fayetteville, Stati Uniti |

## Risultati

### Batterie di qualificazione
Le batterie di qualificazione si sono tenute il 3 marzo a partire dalle ore 11:37.
Passano alla finale le prime due squadre di ogni batteria (Q) e le successive due squadre più veloci (q).

#### Batteria 1
| Pos | Corsia | Atlete                                                              | Nazionalità | Tempo   | Note |
| --- | ------ | ------------------------------------------------------------------- | ----------- | ------- | ---- |
| 1   | 6      | Myrte van der Schoot, Eveline Saalberg, Lisanne de Witte, Femke Bol | Paesi Bassi | 3'27"70 | Q    |
| 2   | 5      | Quanera Hayes, Jessica Wright, Na'Asha Robinson, Bailey Lear        | Stati Uniti | 3'28"04 | Q    |
| 3   | 3      | Naomi van den Broeck, Imke Vervaet, Helena Ponette, Cynthia Bolingo | Belgio      | 3'28"07 | q    |
| 4   | 4      | Phil Healy, Sophie Becker, Róisín Harrison, Sharlene Mawdsley       | Irlanda     | 3'28"45 | q    |

#### Batteria 2
| Pos | Corsia | Atlete                                                                    | Nazionalità   | Tempo   | Note                                     |
| --- | ------ | ------------------------------------------------------------------------- | ------------- | ------- | ---------------------------------------- |
| 1   | 5      | Lina Nielsen, Ama Pipi, Hannah Kelly, Jessie Knight                       | Gran Bretagna | 3'26"40 | Q                                        |
| 2   | 6      | Junelle Bromfield, Andrenette Knight, Charokee Young, Leah Anderson       | Giamaica      | 3'27"35 | Q                                        |
| 3   | 3      | Tereza Petržilková, Terezie Táborská, Lurdes Gloria Manuel, Lada Vondrová | Rep. Ceca     | 3'28"57 | Miglior prestazione personale stagionale |
| 4   | 4      | Marika Popowicz-Drapała, Kinga Gacka, Anna Gryc, Justyna Święty-Ersetic   | Polonia       | 3'28"80 | Miglior prestazione personale stagionale |
| 5   | 2      | Fatoumata Binta Diallo, Carina Vanessa, Cátia Azevedo, Vera Barbosa       | Portogallo    | 3'31"93 | Record nazionale                         |

### Finale
La finale si è tenuta il 3 marzo alle ore 20:32.
| Pos     | Corsia | Atlete                                                                    | Nazionalità   | Tempo   | Note                                                       |
| ------- | ------ | ------------------------------------------------------------------------- | ------------- | ------- | ---------------------------------------------------------- |
| Oro     | 5      | Lieke Klaver, Cathelijn Peeters, Lisanne de Witte, Femke Bol              | Paesi Bassi   | 3'25"07 | Miglior prestazione mondiale stagionale · Record nazionale |
| Argento | 4      | Quanera Hayes, Talitha Diggs, Bailey Lear, Alexis Holmes                  | Stati Uniti   | 3'25"34 | Miglior prestazione personale stagionale                   |
| Bronzo  | 6      | Laviai Nielsen, Lina Nielsen, Ama Pipi, Jessie Knight                     | Gran Bretagna | 3'26"36 | Record nazionale                                           |
| 4       | 1      | Naomi van der Broeck, Helena Ponette, Camille Laus, Cynthia Bolingo       | Belgio        | 3'28"05 | Record nazionale                                           |
| 5       | 2      | Phil Healy, Sophie Becker, Róisín Harrison, Sharlene Mawdsley             | Irlanda       | 3'28"92 |                                                            |
| -       | 3      | Lanae-Tava Thomas, Andrenette Knight, Charokee Young, Stacey Ann Williams | Giamaica      | dnf     |                                                            |